# Trachymene tripartita
Trachymene tripartita är en flockblommig växtart som beskrevs av Hoogland. Trachymene tripartita ingår i släktet Trachymene och familjen flockblommiga växter. Inga underarter finns listade i Catalogue of Life.